# Martin Reifferscheid
Martin Reifferscheid (* 24. Juni 1917 in Berlin; † 4. Juli 1993 in München) war ein deutscher Facharzt für Chirurgie und Ordinarius am Universitätsklinikum Aachen.

## Leben und Wirken

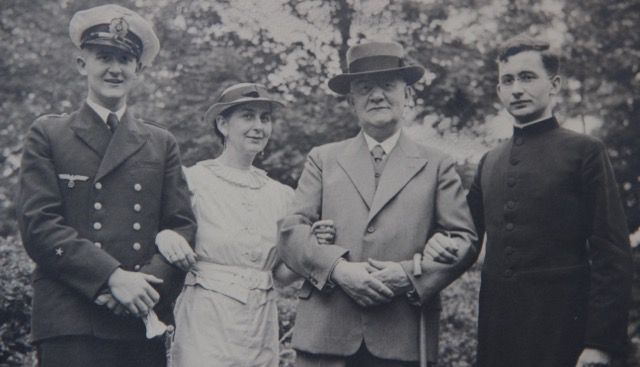
Martin Reifferscheid (l.) mit seinen Eltern und Bruder Gerhard (r.) um 1940

Reifferscheid war der Sohn des Malers Heinrich Reifferscheid und dessen Ehefrau Margarethe von Neufforge (1887–1965) sowie Enkel des Philologen August Reifferscheid. Der Gynäkologe Karl Reifferscheid und der Kunsthistoriker Heinrich Reifferscheid waren seine Onkel, der Germanist Alexander Reifferscheid sein Großonkel.
Nach seiner Schulzeit studierte Martin Reifferscheid unter anderem an der Universität Bonn, wo er 1941 seine Dissertation schrieb und die Approbation erhielt. Im Jahr 1952 habilitierte er sich ebenfalls in Bonn und wurde zunächst als Dozent sowie ab 1958 als außerplanmäßiger Professor übernommen.
Zum 1. März 1966 erhielt Reifferscheid einen Ruf an das aus den Städtischen Krankenanstalten Aachen neu hervorgegangene Universitätsklinikum Aachen. Dort übernahm er das Amt des Ärztlichen Direktors der Chirurgischen Klinik und als ordentlicher Professor den Lehrstuhl für Chirurgie. Am 1. August 1982 wurde Reifferscheid emeritiert und am 4. Juli 1993 verstarb er in München.
Martin Reifferscheid galt als Spezialist in der Leber-, Colon- und Rektumchirurgie und im Besonderen in der operativen Behandlung bei Krebserkrankungen im Darmkanal. Dazu verfasste er mehrere Schriften und Fachbücher, darunter sein mittlerweile in der achten Auflage erschienenes Hauptwerk „Chirurgie“.
Reifferscheid war Mitglied in der Deutschen Gesellschaft für Chirurgie und wurde von dieser im Jahr 1978 zum Präsidenten gewählt sowie 1993 zum Ehrenmitglied ernannt.

## Schriften (Auswahl)
- Tumoren der Gallenblase und der Gallengänge, Dissertation Bonn 1941
- Chirurgie der Leber : Klinik und Technik, Thieme-Verlag, Stuttgart 1957
- Der Dickdarmpolyp, Enke Verlag, Stuttgart 1959
- Darmchirurgie : Klinik, Indikation, Technik, Prognose, Thieme-Verlag, Stuttgart 1962
- Chirurgie : Ein kurzgefasstes Lehrbuch, Thieme-Verlag, Stuttgart 1970

### Herausgaben (Auswahl)
- Kolondivertikulitis : aktuelle Probleme der Diagnostik und Therapie, Thieme-Verlag Stuttgart 1974
- Die chirurgische Behandlung der Fettsucht, Thieme-Verlag, Stuttgart 1976
- Rektumkarzinom : sphinktererhaltende Operationsverfahren ; Indikation, Technik und Prognose, Thieme-Verlag, Stuttgart 1983
- Neue Techniken in der operativen Medizin, Springer-Verlag, Berlin, Heidelberg 1986